# Les Chantres de Saint-Hilaire

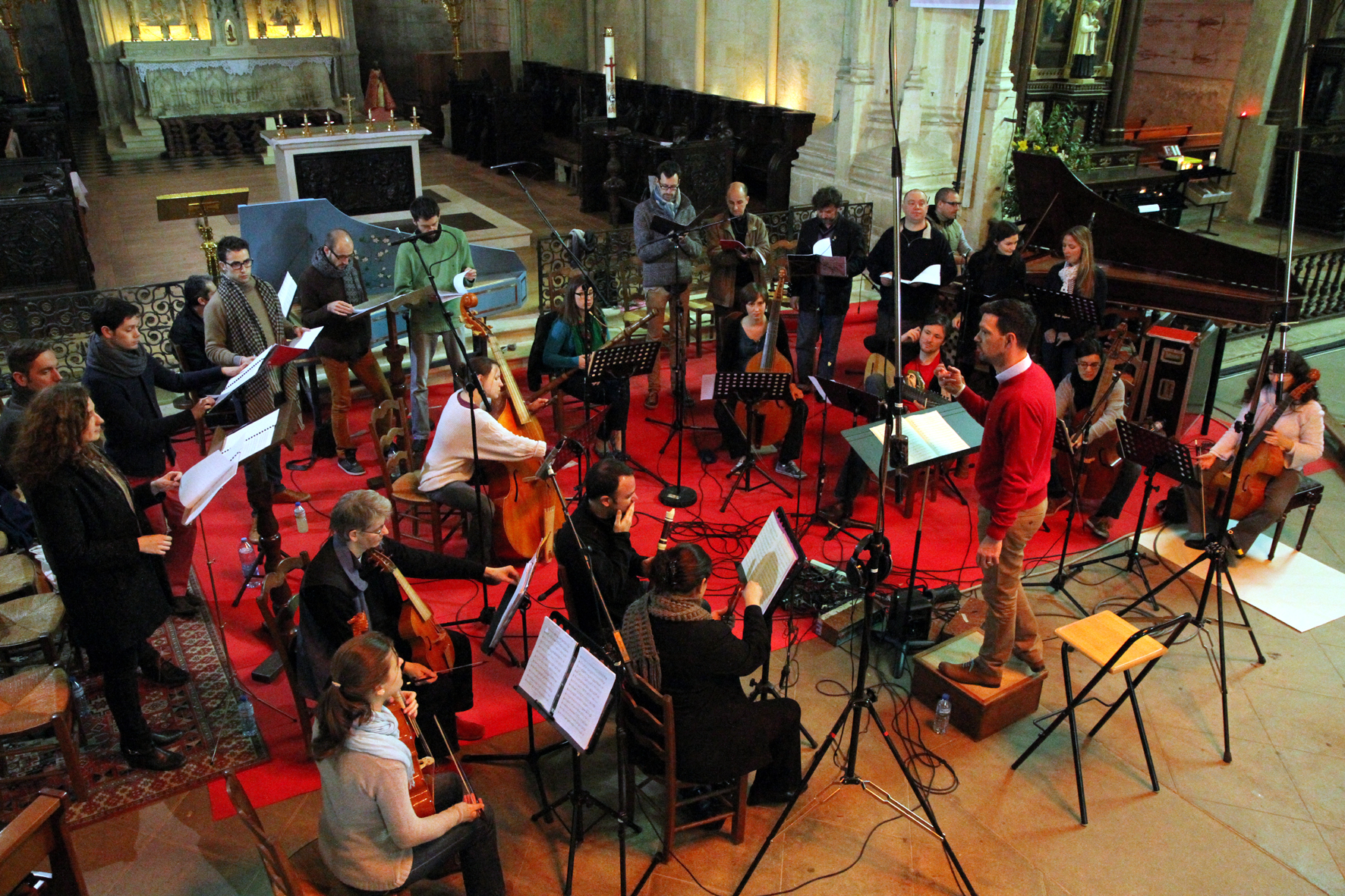
Enregistrement du disque Motets à la Cour du Roy à la collégiale de Saint-Émilion. Iza.Pauly (c)

Les Chantres de Saint-Hilaire est un ensemble de solistes spécialisés dans la musique ancienne et baroque française. Ils participent notamment à la redécouverte de compositeurs méconnus ou oubliés (Eustache du Caurroy, Blondel, Formé...). Ils interprètent les grandes polyphonies contrapuntiques et neumatiques du Sud de l'Europe.
La formation est d'abord vocale, toutefois ils s'associent également à des instrumentistes de haut niveau pour les programmes plus ambitieux.
L'ensemble Les Chantres de Saint-Hilaire, fondé et dirigé par François-Xavier Lacroux, est en résidence en Sud-Gironde depuis 2010, la même année ils ont enregistré un premier album : Eustache Du Caurroy, musique en la Chapelle d'Henri IV paru chez Triton. Les Chantres de Saint-Hilaire réunissent des artistes talentueux qui jouent et chantent dans les grandes formations reconnues du monde de la musique ancienne et de la musique vocale. François-Xavier Lacroux, directeur musical, souhaite avec les Chantres de Saint-Hilaire montrer la modernité du baroque et prouver que son écoute n'est pas réservée à une élite.

## Concerts
Depuis 2010, l'ensemble s'est produit en plus de 240 concerts en France, notamment au festival de Bordeaux-Entre-2-Mers (Gironde), aux Musicales d’avril (La Teste de Buch), au festival de Rocamadour (Lot), au festival Éclats de voix (Moissac), au Festival d’Uzeste (Gironde), au musée des beaux-arts de Bordeaux (Gironde), au pavillon de musique de la Comtesse du Barry (Louveciennes), à Saint-Pons-de-Thomières (Hérault), en la cathédrale de Béziers (Hérault), aux Médiévales de Saint-Macaire (Gironde), aux saisons musicales de Saint-Paul de Bordeaux (Gironde), St-Augustin de Bordeaux (Gironde), Chavagne-en-Paillers (Vendée), cathédrale d’Angers (Maine-et-Loire), Font-Romeu (Pyrénées-Orientales), Sainte-Croix de Bordeaux (Gironde), aux Collégiades de St-Emilion (Gironde), Église évangélique allemande (Paris), Orthez (Pyrénées-Atlantiques), au festival des Jeudis musicaux (Charente-Maritime), aux Musicales de Lacaune (Tarn), aux Moments musicaux de Saint-Pierre de Rhèdes (Hérault), au Festival de l'Eau et du Patrimoine de l'Orb (Hérault), Château d'Yquem à Sauternes (Gironde), Église Saint-Clément à Nantes (Loire-Atlantique), Château Filhot à Sauternes (Gironde), Conseil Régional d'Aquitaine (Gironde), Les Carmes de Langon (Gironde)…
Les Chantres s'associent pour certaines productions à d'autres ensembles, notamment Les Chœurs de la Maîtrise de Bordeaux (direction Alexis Duffaure). Ils ont également créé un opéra sur des musiques de Rameau, en collaboration avec l'Ensemble Orfeo, ainsi qu'un spectacle mêlant musique ancienne et musique contemporaine (de Guilhem Lacroux).

## Discographie
- Le Livre de Bordeaux, manuscrit du XVIe siècle, 2009, 1 CD
- Du Caurroy, Eustache, Musique en la chapelle d'Henri IV, Éditions Triton, 2010, 2 CD.
- Motets à la Cour du Roy, Éditions Triton, fin 2013, 1 CD[3]